# Бу (Мозел)
Бу (фр. Boust) насеље је и општина у североисточној Француској у региону Лорена, у департману Мозел која припада префектури Тионвил Ест.
По подацима из 2011. године у општини је живело 1143 становника, а густина насељености је износила 163,05 становника/km². Општина се простире на површини од 7,01 km². Налази се на средњој надморској висини од 230 метара (максималној 259 m, а минималној 166 m).

## Демографија
| 1962. | 1968. | 1975. | 1982. | 1990. | 1999. | 2011. |
| ----- | ----- | ----- | ----- | ----- | ----- | ----- |
| 415   | 482   | 530   | 685   | 738   | 717   | 1.143 |

График промене броја становника у току последњих година